# Echipa națională de fotbal a Libiei
Echipa națională de fotbal a Libiei reprezintă statul Libia în fotbal și este controlată de Federația Libiană de Fotbal, forul ce guvernează fotbalul în Libia. Nu s-a calificat la nici un Campionat Mondial. A fost finalista Cupei Africii pe Națiuni în 1982, competiție pe care a găzduit-o.

## Campionate mondiale
- 1930 până în 1962 - nu a intrat
- 1966 - a renunțat
- 1970 - nu s-a calificat
- 1974 - nu a intrat
- 1978 - nu s-a calificat
- 1982 - a renunțat în timpul calificărilor
- 1986 - nu s-a calificat
- 1990 - a renunțat în timpul calificărilor
- 1994 - descalificată datorită sancțiunilor ONU
- 1998 - nu a intrat
- 2002 până în 2010 - nu s-a calificat

## Cupa Africii
- 1957 până în 1965 – nu a intrat
- 1968 – nu s-a calificat
- 1970 – nu a intrat
- 1972 – nu s-a calificat
- 1974 – a renunțat
- 1976 până în 1980 – nu s-a calificat
- 1982 –  Locul secund
- 1984 până în 1986 – nu s-a calificat
- 1988 până în 1990 – a renunțat
- 1992 până în 1998 – nu a intrat
- 2000 până în 2004 – nu s-a calificat
- 2006 – Prima rundă
- 2008 până în 2010 – nu s-a calificat

## Jucători notabili
- Nadim Ben Thabet
- Osamah Al Fazzani
- Salem Al Rawane
- Nader Al Tarhoni
- Tarik El Taib
- Ahmed Al Zowi
- Loes Aougasten
- Omar Daoud
- Meftah Gazala
- Jehad Muntasser

## Lotul actual
|  | P | Samir Aboud             | 29 septembrie 1972 (52 de ani) | - | - | Al Ittihad         |  |  |
|  | P | Muhammad Nashnoush      | 15 iunie 1988 (36 de ani)      | - | - | Al Shat            |  |  |
|  | P | Ahmed Azzaqa            | 9 august 1988 (36 de ani)      | - | - | Al Hilal           |  |  |
|  |   |                         |                                |   |   |                    |  |  |
|  | F | Abdulaziz Belraysh      | 12 iulie 1990 (34 de ani)      | - | - | Al Ittihad         |  |  |
|  | F | Muhammad al Maghrabi    | 19 aprilie 1985 (39 de ani)    | - | - | Al Ahly (Tripoli)  |  |  |
|  | F | Younes al Shibani       | 27 iunie 1981 (43 de ani)      | - | - | Al Ittihad         |  |  |
|  | F | Ahmed al Tawerghi       | 16 decembrie 1981 (43 de ani)  | - | - | Al Ahly (Tripoli)  |  |  |
|  | F | Ossama Chtiba           | 27 septembrie 1988 (36 de ani) | - | - | Al Ittihad         |  |  |
|  | F | Omar Dawood             | 9 aprilie 1983 (41 de ani)     | - | - | Al Ahly (Tripoli)  |  |  |
|  | F | Hamed Snousi            | 3 noiembrie 1989 (35 de ani)   | - | - | Al Ahly (Benghazi) |  |  |
|  | F | Ali Salama              | 18 septembrie 1987 (37 de ani) | - | - | Al Ahly (Benghazi) |  |  |
|  |   |                         |                                |   |   |                    |  |  |
|  | M | Marwaan Mabrouk Mansour | 15 decembrie 1989 (35 de ani)  | - | - | Al Ittihad         |  |  |
|  | M | Djamal Mahamat          | 26 aprilie 1983 (41 de ani)    | - | - | S.C.Beira-Mar      |  |  |
|  | M | Muhammad al Sanaani     | 13 mai 1984 (40 de ani)        | - | - | Al Ittihad         |  |  |
|  | M | Abdulnaser Slil         | 2 septembrie 1981 (43 de ani)  | - | - | Al Ittihad         |  |  |
|  | M | Riyadh al Laafi         | 5 iulie 1980 (44 de ani)       | - | - | Al Ittihad         |  |  |
|  | M | Abdallah al Sharif      | 30 martie 1985 (39 de ani)     | - | - | Al Madina          |  |  |
|  | M | Ibrahim al Haasy        | 13 mai 1987 (37 de ani)        | - | - | Al Nasr            |  |  |
|  | M | Khalid al Deelawi       | 27 iulie 1985 (39 de ani)      | - | - | Al Swihli          |  |  |
|  | M | Ali Rahuma              | 16 mai 1982 (42 de ani)        | - | - | Al Ittihad         |  |  |
|  | M | Tariq Q'tait            | 22 iulie 1989 (35 de ani)      | - | - | Khaleej Sirte      |  |  |
|  |   |                         |                                |   |   |                    |  |  |
|  | A | Ahmed Sa'ad             | 7 august 1979 (45 de ani)      | - | - | Al Ahly (Tripoli)  |  |  |
|  | A | Muhammad Za'abia        | 20 martie 1989 (36 de ani)     | - | - | Al Ittihad         |  |  |
|  | A | Éamon Zayed             | 4 octombrie 1983 (41 de ani)   | - | - | Sporting Fingal    |  |  |